# 坎貝爾縣 (維吉尼亞州)
坎貝爾縣（英語：Campbell County）是美国弗吉尼亚州北部的一個郡，面積1,314平方公里。根据2020年美國人口普查，共有人口55,696人。縣治勒斯特堡（Rustburg）。該縣成立於1781年11月5日，縣名紀念在約克鎮之役初期病逝的民兵上校威廉·坎貝爾。